# عصام بن سعد بن سعيد
عصام بن سعد بن سعيد هو سياسي سعودي، يشغل منصب وزير الدولة عضو مجلس الوزراء السعودي لشؤون مجلس الشورى منذ 13 يناير 2022. تولّى عدة مناصب وزارية، منها وزير الحج والعمرة المكلّف في عام 2021، ووزير الإسكان المكلّف في عام 2015، ووزير الخدمة المدنية المكلّف بين عامي 2016 و2017، وشغل قبل ذلك منصب رئيس هيئة الخبراء بمجلس الوزراء، وله إسهامات في صياغة ومراجعة عدد من الأنظمة في السعودية.

## التعليم
حصل عصام بن سعيد على درجة البكالوريوس في كلية العلوم الإدارية تخصص (قانون) بتقدير ممتاز من جامعة الملك سعود، ثم درجة الماجستير في (القانون الدستوري) من كلية الحقوق بجامعة القاهرة بتقدير ممتاز، وحصل على درجة الدكتوراه في (القانون العام) من الجامعة نفسها أيضًا بتقدير ممتاز.

## المساهمات
شارك في إعداد نظام مجلس الوزراء الصادر عام 1414هـ، وفي رئاسة اللجنة المشكلة لمراجعة الأنظمة التي تأثرت بالترتيبات التنظيمية لأجهزة القضاء وفض المنازعات، كما شارك في العديد من المؤتمرات والندوات والدورات التدريبية المتخصصة في مجال القانون والاقتصاد.

## المسيرة المهنية
- عُيّن باحثًا قانونيًا في هيئة الخبراء بمجلس الوزراء عام 1405هـ.
- أصبح مساعدًا لرئيس هيئة الخبراء عام 1424هـ.
- كُلّف بعمل رئيس هيئة الخبراء بمجلس الوزراء من شهر صفر 1427هـ.
- عُيّن رئيسًا لهيئة الخبراء بمجلس 1428هـ.[5]
- عُيّن وزير دولة وعضوًا بمجلس الوزراء في 3 ربيع الآخر 1436هـ الموافق 24 يناير 2015.[7]
- كُلّف وزيرًا للإسكان في 20 جمادى الأولى 1436هـ الموافق 11 مارس 2015،[2] حتى 26 رمضان 1436هـ الموافق 13 يوليو 2015.[8]
- كُلّف وزيرًا للخدمة المدنية في 25 رجب 1437 هـ الموافق 03 أبريل 2016،[3] حتى 13 محرم 1439 هـ الموافق 03 أكتوبر 2017.[4]
- كُلّف وزيرًا للحج والعمرة منذ 12 مارس 2021 وحتى 15 أكتوبر 2021.
- عُيّن وزير دولة وعضو في مجلس الوزراء لشؤون مجلس الشورى في 13 يناير 2022.[1]